# Le ali di Katja
Le ali di Katja (Falkehjerte) è un film del 1999 diretto da Lars Hesselholdt.

## Trama
Katja è una bambina di nove anni che vive a Copenaghen, amante del bosco e degli uccelli, ignorata dai genitori e dagli amici. Durante una giornata di temporale, intravede con un binocolo che un falco è in pericolo e decide di salvarlo. Esausta, si rifugia in un camion, ma al mattino dopo si risveglia nei pressi di Sorrento e nel frastuono generale della città, il falco vola via.
Katja inizia a girare per le vie e le piazze della città e incontra quattro ragazzi monelli con cui fa amicizia. Tra mercato e bancarelle, Katja trova un venditore di uccelli, tra cui proprio il falco, ma nonostante lei lo reclami, il venditore le chiede una cifra di 200.000 lire. Per racimolare denaro, Katja si fa aiutare dagli amici, esibendosi in spettacolini o vendendo amuleti. Una volta accumulati i soldi, lei li porta al venditore, tuttavia viene derubata da altri ragazzi e, disperata, scopre successivamente che il falco è stato venduto da Don Fanucci che ha ingaggiato i ragazzi stessi.
Dopo aver preso la gabbia con il falco dalla terrazza di Don Fanucci, Katja la apre e decide di liberarla. Infine saluta i quattro amici e torna a Copenaghen con un tir.

## Distribuzione
- 8 ottobre 1999 in Danimarca (Falkehjerte)
- 22 ottobre in Norvegia
- 31 marzo 2000 in Svezia (Katjas äventyr)
- 21 aprile in Italia
- 2 novembre in Germania (Katja und der Falke)
- 11 novembre negli Stati Uniti d'America (Katja's Adventure)
- 25 gennaio 2001 in Islanda
- 13 settembre nei Paesi Bassi

## Riconoscimenti
Grifone d'oro al Giffoni Film Festival